# Тіунов Анатолій Іванович
Анатолій Іванович Тіунов (23 лютого 1928, село Ягодіни, тепер Кіровської області, Російська Федерація — ?) — молдавський радянський діяч, міністр м'ясної та молочної промисловості Молдавської РСР. Член ЦК КП Молдавії в 1960—1981 роках. Кандидат у члени ЦК КП Молдавії в 1981—1986 роках. Депутат Верховної Ради Молдавської РСР 6—10-го скликань.

## Біографія
Народився в селянській родині.
У 1950 році закінчив Кишинівський державний сільськогосподарський інститут імені Фрунзе.
З 1950 до 1953 року працював зоотехніком у Молдавській РСР.
Член КПРС з 1953 року.
У 1953—1955 роках — інструктор, завідувач відділу Сороцького районного комітету КП Молдавії.
У 1955—1956 роках — інструктор, у 1956—1959 роках — заступник завідувача відділу сільського господарства ЦК КП Молдавії.
У 1959—1962 роках — 1-й секретар Кагульського районного комітету КП Молдавії.
У 1962—1965 роках — завідувач відділу сільського господарства ЦК КП Молдавії.
Одночасно в грудні 1962 — листопаді 1964 року — заступник голови Бюро ЦК КП Молдавії із керівництва сільськогосподарським виробництвом.
18 жовтня 1965 — 19 червня 1984 року — міністр м'ясної та молочної промисловості Молдавської РСР.
Подальша доля невідома.

## Нагороди
- три ордени Трудового Червоного Прапора
- орден «Знак Пошани»
- медалі